# Dekanat Wołkowysk
Dekanat Wołkowysk – jeden z 16 dekanatów diecezji grodzieńskiej na Białorusi. W jego skład wchodzi 12 parafii.

## Lista parafii
| Lp. | Miejscowość / parafia                                           | Proboszcz / administrator  | Kościół                                                            | Zdjęcie |
| --- | --------------------------------------------------------------- | -------------------------- | ------------------------------------------------------------------ | ------- |
| 1   | Gniezno Parafia św. Michała Archanioła                          | ks. Ludwik Staniszewski    | Kościół św. Michała Archanioła w Gnieźnie                          |         |
| 2   | Izabelin Parafia św. Apostołów Piotra i Pawła                   | o. Tomasz Książkiewicz CMF | Kościół św. Apostołów Piotra i Pawła w Izabelinie                  |         |
| 3   | Krzemienica Parafia Bożego Ciała i św. Jerzego w Krzemienicy    |                            | Kościół Bożego Ciała i św. Jerzego w Krzemienicy                   |         |
| 4   | Mścibów Parafia św. Jana Chrzciciela                            |                            | Kościół św. Jana Chrzciciela w Mścibowie                           |         |
| 5   | Podorosk Parafia św. Elżbiety Węgierskiej i Miłosierdzia Bożego |                            | Kościół św. Elżbiety Węgierskiej i Miłosierdzia Bożego w Podorosku |         |
| 6   | Porozów Parafia św. Michała Archanioła                          |                            | Kościół św. Michała Archanioła w Porozowie                         |         |
| 7   | Repla Parafia Imienia Najświętszej Maryi Panny                  |                            | Kościół Imienia Maryi w Repli                                      |         |
| 8   | Roś Parafia Przenajświętszej Trójcy                             |                            | Kościół Przenajświętszej Trójcy w Rosi                             |         |
| 9   | Szydłowicze Parafia Trójcy Przenajświętszej                     | ks. Marian Chamienia CSMA  | Kościół Przenajświętszej Trójcy w Szydłowicach                     |         |
| 10  | Werejki Parafia Imienia Najświętszej Maryi Panny                |                            | Kościół Imienia Najświętszej Maryi Panny w Werejkach               |         |
| 11  | Wołkowysk Parafia św. Stanisława Kostki                         | ks. Oleg Dul               | Kościół św. Stanisława Kostki w Wołkowysku                         |         |
| 12  | Wołkowysk Parafia św. Wacława                                   | ks. Antoni Filipczyk       | Kościół św. Wacława w Wołkowysku                                   |         |